# Теннант, Виктория
Виктория Теннант (англ. Victoria Tennant, род. 30 сентября 1950) — британская актриса кино и телевидения, номинантка на премию «Золотой глобус» в 1984 году.

## Ранняя жизнь
Теннант родилась в Лондоне, Англия. Её мать, Ирина Баронова — русская прима-балерина, а отец, Сесил Теннант — английский продюсер и менеджер. Прежде чем стать актрисой, она поступила на обучение в балетную школу, чтобы стать балериной, как и её мать, а позже закончила Лондонский университет, где получила классическое образование драматической актрисы.

## Карьера
Теннант снялась в нескольких десятках фильмов и телесериалов на протяжении своей карьеры, самые известные из которых «Планета ужасов», «Сфинкс», «Весь я», «Завещание Холкрофта», «Цветы на чердаке», «История служанки», «Лос-анджелесская история» и многих других. На телевидении она снялась в историческом мини-сериале «Ветры войны» 1983 года и его продолжении — «Война и воспоминание» 1988 года.

## Личная жизнь
Теннант была замужем за Стивом Мартином с 1986 по 1994 год, они вместе снялись в фильмах «Весь я» и «Лос-анджелесская история». С 1996 года Теннант замужем за Кирком Джастином Стамблером, юристом Warner Bros., у них двое детей .